# Tabu-Keller
Der Tabu-Keller war ein im Juli 1951 in Bonn gegründeter „Existenzialisten-Keller“ unter den Scala-Lichtspielen in der ehemaligen Meckenheimer Straße 6–8. Im Zuge des Stadthaus-Neubaus am neugeschaffenen Berliner Platz wurde das ganze Wohnviertel, mit dem Kinosaal und dem Tabu-Keller, Anfang der 1970er Jahre abgerissen.

## Vorgeschichte
In den Nachkriegsjahren war das Gebiet zwischen der Meckenheimer-/ Bornheimer- und der Maxstraße das sogenannte „Nachtjackenviertel“. Eine namenlose St(r)ichstraße (Sackgasse) zweigte neben dem Kino ab und wurde von den Bonnern „Nächelsgass“ genannt, nach der gleichnamigen Bordellstraße in der Kölner Altstadt an der Severinsbrücke.
In Paris gründete die französische Sängerin und Schauspielerin Juliette Gréco einen Kellerclub mit Barbetrieb im Studentenviertel Quartier Latin, genannt Le Tabou, der sich zum Treffpunkt von Literaten und Musikern entwickelte:
Boris Vian, Jean-Paul Sartre, Albert Camus, Jean Cocteau und Miles Davis trafen sich hier bei der Gréco, der stets schwarzgekleideten und schwarz-weiß-geschminkten Muse der Existenzialisten.
Das Konzept – Jazzkeller + Literatentreff + Chansonbühne + Bar americaine mit dezenter Tanzmusik – versuchte der in den Wirtschaftswunderjahren umtriebige Kölner Gastronom Hans Herbert Blatzheim nach Westdeutschland zu importieren.

## Tabu
Blatzheim, der in Bonn bereits die Gastronomie in der Beethovenhalle betrieb, baute seine Tabu-Kette – in Ergänzung zu seinen Filial-Lokalen Crazy Horse / Edelweiss oder Eve (das Nachtparadis) – schwerpunktmäßig in den Universitätsstädten Köln (1949), Bonn, Aachen, Düsseldorf (1951), Braunschweig, Hannover (1953), Hamburg (1953) und München (1953) auf.
Der Bonner Tabu-Keller unter den Kinosaal füllte sich meist erst nach der letzten Abendvorstellung: schwarzgekleidete Rollkragen-Pulloverträger(innen), filterlos rauchend oder Pfeife qualmend, diskutierten bei leiser Barmusik und bei in der Regel geringem Getränkeverzehr am Abend/Nacht; so konnten die erhofften Umsätze nicht erreicht werden – Bonn war nicht Paris.
In den 1960er Jahren war es mit dem Existentialismus dann auch vorbei, und das Tabu-Management versuchte mit Auftritten von Beat-Gruppen den Getränkeumsatz durch schweißtreibende Musik zu erhöhen. Doch die Coca-Cola und Kölsch trinkenden Beatfans konnten die Bilanzen auch nicht mehr retten. 1967 musste Blatzheim aufgeben.
Anfang der 1970er Jahre war alles abgerissen, und in die Brache wurde nach einem Entwurf der Architekten Heinle, Wischer und Partner das neue Stadthaus gebaut: ein umfangreicher Bürokomplex, der die kleinmaßstäbliche Stadtsilhouette Bonns sprengte.